# Amomum carnosum
Amomum carnosum là một loài thực vật có hoa trong họ Gừng. Loài này được Thomas V. P. và Mamiyil Sabu mô tả khoa học đầu tiên năm 2012.

## Phân bố
Loài này có tại Nagaland, Assam, đông bắc Ấn Độ và bang Kachin, Myanmar.